# Bray-Dunes

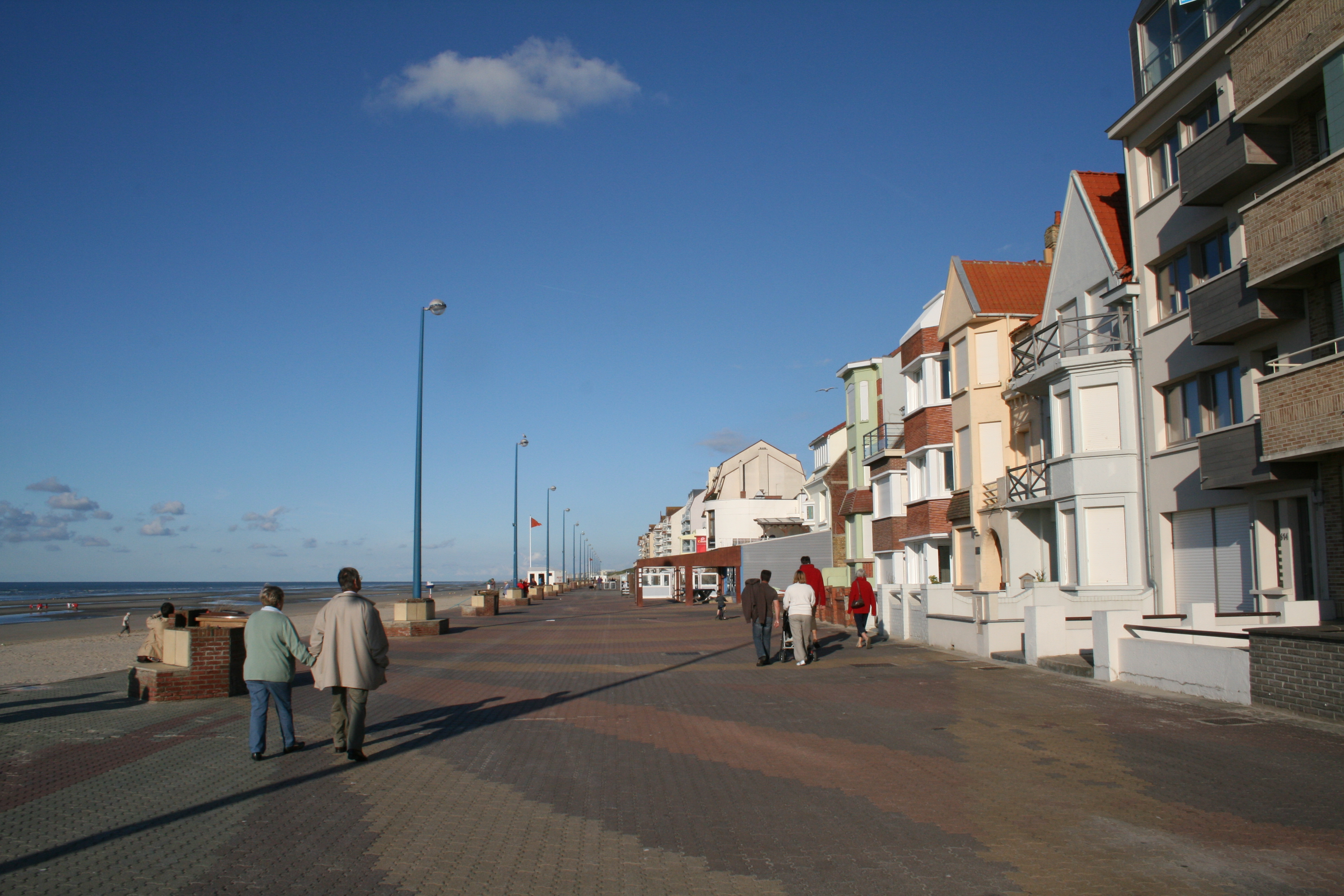

Bray-Dunes – miejscowość i gmina we Francji, w regionie Hauts-de-France, w departamencie Nord. Jest to najdalej na północ wysunięta miejscowość Francji.
Według danych na rok 1990 gminę zamieszkiwało 4755 osób, a gęstość zaludnienia wynosiła 555 osób/km² (wśród 1549 gmin regionu Nord-Pas-de-Calais Bray-Dunes plasuje się na 187. miejscu pod względem liczby ludności, natomiast pod względem powierzchni na miejscu 411.).

## Współpraca
Miejscowość partnerska:
- De Panne, Belgia